# Norsko na Zimních olympijských hrách 2002
Norsko na Zimních olympijských hrách 2002 v Salt Lake City reprezentovalo 77 sportovců, z toho 50 mužů a 27 žen. Nejmladším účastníkem byl Anders Bardal (19 let, 171 dní), nejstarším pak Hanne Woods (41 let, 329 dní). Reprezentanti vybojovali 25 medailí, z toho 13 zlatých 5 stříbrných a 7 bronzových.

## Medailisté
| Medaile | Jméno                                                                                      | Sport                | Disciplína                              |
| ------- | ------------------------------------------------------------------------------------------ | -------------------- | --------------------------------------- |
| Zlato   | Kjetil André Aamodt                                                                        | Alpské lyžování      | Muži super-G                            |
| Zlato   | Kjetil André Aamodt                                                                        | Alpské lyžování      | Muži kombinace                          |
| Zlato   | Ole Einar Bjørndalen                                                                       | Biatlon              | Muži 10 km sprint                       |
| Zlato   | Ole Einar Bjørndalen                                                                       | Biatlon              | Muži 12.5 km stíhací závod              |
| Zlato   | Ole Einar Bjørndalen                                                                       | Biatlon              | Muži 20 km                              |
| Zlato   | Frode Andresen Ole Einar Bjørndalen Egil Gjelland Halvard Hanevold                         | Biatlon              | Muži štafeta 4 x 7.5 km                 |
| Zlato   | Tor Arne Hetland                                                                           | Běh na lyžích        | Muži sprint                             |
| Zlato   | Frode Estil                                                                                | Běh na lyžích        | Muži stíhací závod                      |
| Zlato   | Thomas Alsgaard                                                                            | Běh na lyžích        | Muži stíhací závod                      |
| Zlato   | Thomas Alsgaard Anders Aukland Frode Estil Kristen Skjeldal                                | Běh na lyžích        | Muži štafeta 4 x 10 km                  |
| Zlato   | Bente Skariová                                                                             | Běh na lyžích        | Ženy 10 km (klasický styl)              |
| Zlato   | Torger Nergård Bent Ånund Ramsfjell Flemming Davanger Lars Vågberg Pål Trulsen             | Curling              | Družstvo mužů                           |
| Zlato   | Kari Traaová                                                                               | Akrobatické lyžování | Ženy boule                              |
| Stříbro | Lasse Kjus                                                                                 | Alpské lyžování      | Muži sjezd                              |
| Stříbro | Liv Grete Skjelbreidová Poiréeová                                                          | Biatlon              | Ženy 15 km                              |
| Stříbro | Gunn Margit Andreassen Liv Grete Skjelbreidová Poiréeová Ann Elen Skjelbreid Linda Tjørhom | Biatlon              | Ženy štafeta 4 x 7.5 km                 |
| Stříbro | Frode Estil                                                                                | Běh na lyžích        | Muži 15 km (klasický styl)              |
| Stříbro | Marit Bjørgenová Bente Skariová Hilde Gjermundshaug Pedersen Anita Moen                    | Běh na lyžích        | Ženy štafeta 4 x 5 km                   |
| Bronz   | Lasse Kjus                                                                                 | Alpské lyžování      | Muži obří slalom                        |
| Bronz   | Kristen Skjeldal                                                                           | Běh na lyžích        | Muži 30 km (volný styl, hromadný start) |
| Bronz   | Odd-Bjørn Hjelmeset                                                                        | Běh na lyžích        | Muži 50 km (klasický styl)              |
| Bronz   | Anita Moen                                                                                 | Běh na lyžích        | Ženy sprint                             |
| Bronz   | Bente Skariová                                                                             | Běh na lyžích        | Ženy 30 km (klasický styl)              |
| Bronz   | Ådne Søndrål                                                                               | Rychlobruslení       | 1500 m - muži                           |
| Bronz   | Lasse Sætre                                                                                | Rychlobruslení       | 10 000 m - muži                         |